# Copa Minas de 1967
A Copa Minas de 1967 foi um torneio amistoso interestadual, organizado pela Federação Mineira de Futebol.

## História
Chamado ainda de Torneio Minas Gerais ou Taça Minas Gerais, foi a nona e última edição do Torneio Quadrangular de Belo Horizonte, disputado desde 1948 (quando vencido pelo América-MG). Foi um mata-mata que reuniu o campeão carioca, o campeão paulista e os dois melhores do estadual mineiro, todos de 1966. Em seu site oficial, o Bangu lista essa conquista como um título nacional, sob a denominação Copa dos Campeões.
Depois de bater o Cruzeiro, campeão da Taça Brasil de 1966, por 2 a 0, pelas semifinais, o Bangu tinha o Atlético-MG, que eliminou o Palmeiras, como desafiante da final. 
Após a final terminar empatada em 2 x 2, foi oferecida a Taça Minas Gerais em um jogo de desempate, também válido pelo Torneio Roberto Gomes Pedrosa. Cabralzinho fez o único tento da partida, garantindo o título ao time banguense. Todos os jogos foram realizados no Mineirão, em Belo Horizonte.
Em 2023, após o Atlético-MG conseguir a homologação pela CBF do Torneio dos Campeões da FBF de 1937 como Campeonato Brasileiro, o Bangu afirmou em nota para a imprensa que "está em contato com seu departamento jurídico para analisar o pedido de reconhecimento do título brasileiro de 1967". Porém, as duas disputas são competições diferentes (não edições de uma mesma), não possuindo relações diretas, apesar de compartilharem o fato de que contaram com campeões estaduais.

## Participantes
| Clube       | Estado | Classificação                |
| ----------- | ------ | ---------------------------- |
| Bangu       | GB     | Campeão carioca de 1966      |
| Palmeiras   | SP     | Campeão paulista de 1966     |
| Cruzeiro    | MG     | Campeão mineiro de 1966      |
| Atlético-MG | MG     | Vice-campeão mineiro de 1966 |

## Jogos
|  | Semifinais       | Semifinais | Semifinais | Semifinais |   |                  | Final | Final | Final | Final |
|  |                  |            |            |            |   |                  |       |       |       |       |
|  | Atlético Mineiro | 3          | -          | 3          |   |                  |       |       |       |       |
|  | Palmeiras        | 1          | -          | 1          |   |                  |       |       |       |       |
|  | Palmeiras        | 1          | -          | 1          |   | Atlético Mineiro | 2     | 0     | 2     |       |
|  |                  |            |            |            |   | Atlético Mineiro | 2     | 0     | 2     |       |
|  |                  | Bangu      | 2          | 1          | 3 |                  |       |       |       |       |
|  | Cruzeiro         | Bangu      | 2          | 1          | 3 | 0                | -     | 0     |       |       |
|  | Cruzeiro         |            |            |            |   | 0                | -     | 0     |       |       |
|  | Bangu            | 2          | -          | 2          |   |                  |       |       |       |       |

|  | Disputa do 3° lugar |   |   |   |
|  |                     |   |   |   |
|  | Cruzeiro            | 3 | - | 3 |
|  | Palmeiras           | 2 | - | 2 |

## Classificação final
| Classificação Final | Classificação Final | Classificação Final | Classificação Final | Classificação Final | Classificação Final | Classificação Final | Classificação Final | Classificação Final | Classificação Final |
| Times               | Times               | Pts                 | J                   | V                   | E                   | D                   | GP                  | GC                  | SG                  |
| ------------------- | ------------------- | ------------------- | ------------------- | ------------------- | ------------------- | ------------------- | ------------------- | ------------------- | ------------------- |
| 1º                  | Bangu               | 5                   | 3                   | 2                   | 1                   | 0                   | 5                   | 2                   | +3                  |
| 2º                  | Atlético-MG         | 3                   | 3                   | 1                   | 1                   | 1                   | 5                   | 4                   | +1                  |
| 3º                  | Cruzeiro            | 2                   | 2                   | 1                   | 0                   | 1                   | 3                   | 4                   | - 1                 |
| 4º                  | Palmeiras           | 0                   | 2                   | 0                   | 0                   | 2                   | 3                   | 6                   | - 3                 |

## Premiação
| Copa Minas de 1967   |
| -------------------- |
|                      |
| Bangu Atlético Clube |
| Campeão              |